# Robert Stout

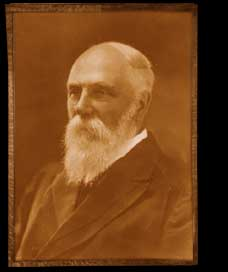
Robert Stout

Sir Robert Stout (* 28. September 1844 in Lerwick; † 19. Juli 1930 in Wellington) war ein schottisch-neuseeländischer Politiker, zweimal Premierminister von Neuseeland und später Chief Justice of New Zealand. Er war der Einzige, der beide Ämter innehatte. Er war für seine Unterstützung liberaler Bestrebungen wie des Frauenwahlrechtes bekannt und glaubte, dass Philosophie und Theorie immer vor politischer Opportunität Vorrang haben sollten.

## Frühes Leben
Stout wurde in Lerwick auf den schottischen Shetlandinseln geboren. Er blieb zeit seines Lebens mit den Shetlandinseln eng verbunden. Er erhielt eine gute Bildung und wurde Lehrer und 1860 zusätzlich Vermesser. Durch seine erweiterte Familie, die sich oft traf, um politische Themen der Zeit zu diskutieren, bekam Stout ein großes politisches Interesse und kam in seiner Jugend mit vielen verschiedenen politischen Weltbildern in Kontakt.
1863 emigrierte Stout nach Dunedin in Neuseeland. Hier engagierte er sich schnell in politischen Debatten und wurde in den Kreisen der Freidenker der Stadt aktiv. Nachdem es ihm nicht gelang, eine Anstellung als Vermesser auf den Goldfeldern von Otago zu bekommen, kehrte Stout ins Bildungswesen zurück und hatte eine Reihe höherer Lehrstellen auf High-School-Ebene inne.
Schließlich wurde Stout juristisch tätig. 1867 arbeitete Stout für die Kanzlei von William Downie Stewart Sen., dem Vater von William Downie Stewart, der später Finanzminister von Neuseeland wurde. 1871 erhielt er die Anwaltszulassung und erwies sich als sehr erfolgreicher Strafverteidiger. Er wurde auch einer der ersten Studenten der Universität von Otago (möglicherweise sogar der erste, dies ist jedoch umstritten). Er studierte Politische Ökonomie und Moraltheorie und wurde später der erste Jura-Dozent der Universität.
1876 heiratete er Anna Paterson Logan, mit der er sechs Kinder hatte.

## Frühe politische Laufbahn
Stouts politische Laufbahn begann, als er in den Provinzrat von Otago gewählt wurde. In der Zeit als Ratsmitglied beeindruckte er viele Menschen mit seiner Energie und seinen rhetorischen Fähigkeiten. Andere fanden ihn zu grob und beklagten sich über seinen Mangel an Respekt für die, die andere Ansichten hatten.
Bei den Parlamentswahlen 1875–1876 wurde Stout als Abgeordneter für Caversham in das Parlament gewählt. Er richtete sich erfolglos gegen die Bestrebungen der Regierung, die neuseeländischen Provinzen abzuschaffen.
Am 13. März 1878 wurde Stout Generalstaatsanwalt in der Regierung von Premier Georg Grey. Er war in dieser Funktion an einer Anzahl wichtiger Gesetzgebungsverfahren beteiligt. Am 25. Juli 1878 wurde Stout zusätzlich Minister für Land und Immigration. Als starker Befürworter von Landreformen strebte Stout das Staatseigentum am Land an, das dann an die einzelnen Farmer verpachtet werden sollte. Er äußerte häufig die Furcht, dass Privateigentum zu einer Art „Klasse mächtiger Grundbesitzer“ wie im Vereinigten Königreich führen würde.
Am 25. Juni 1879 trat Stout jedoch sowohl als Kabinettsmitglied als auch als Abgeordneter zurück und begründete dies mit der Notwendigkeit, sich auf seine Anwaltstätigkeit zu konzentrieren. Sein Partner in der Kanzlei wurde zunehmend krank und der Erfolg des Unternehmens war für die wirtschaftliche Existenz von Stout und seiner Familie wichtig. Seine Karriere als Anwalt war möglicherweise aber nicht der einzige Faktor, der zu seinem Rücktritt beitrug, da sich Stout und George Grey kurz zuvor zerstritten hatten.
Etwa zu dieser Zeit entwickelte sich auch eine Freundschaft mit John Ballance, der Greys Kabinett ebenfalls im Streit verlassen hatte. Stout und Ballance teilten viele politische Ansichten. Während seiner Zeit außerhalb des Parlamentes begannen sich bei Stout Ideen zu politischen Parteien in Neuseeland zu bilden und er glaubte an die Notwendigkeit einer liberalen Einheitsfront. Er kam schließlich aber zu dem Schluss, dass das Parlament für die Etablierung politischer Parteien zu zersplittert sei.
Bei den Parlamentswahlen 1884 wurde Stout wiedergewählt und versuchte die verschiedenen liberalen Abgeordneten hinter sich zu sammeln. Er bildete eine Allianz mit Julius Vogel, einem früheren Premierminister. Das erstaunte viele Beobachter, da Vogel zwar Stouts fortschrittliche sozialen Ansichten teilte, die beiden sich aber regelmäßig über die Wirtschaftspolitik und die Zukunft der Provinzregierungen gestritten hatten. Viele glaubten, dass Vogel der dominante Partner in der Allianz sei.

## Premierminister
Im August 1884, nur einen Monat nach seiner Rückkehr in das Parlament, gelang es Stout, den konservativen Harry Atkinson durch ein Misstrauensvotum zu stürzen und selbst Premier zu werden. Julius Vogel wurde Schatzkanzler und bekam damit beträchtlichen Einfluss in der Verwaltung. Stouts neue Regierung überlebte nur weniger als zwei Wochen, da nun wiederum Atkinson ein Misstrauensvotum gegen Stout durchbrachte. Atkinson selbst gelang es jedoch nicht, eine neue Regierung zu bilden und wurde durch ein erneutes Misstrauensvotum wieder abgesetzt. Stout und Vogel gelangten so wieder an die Macht.
Stouts zweite Regierung hielt erheblich länger. Ihre wichtigsten Errungenschaften waren die Reform des öffentlichen Dienstes und ein Programm zur Schaffung neuer weiterführender Bildungseinrichtungen auf dem Lande. Sie organisierte auch den Bau der Midland Line, einer Bahnstrecke zwischen Canterbury und der West Coast. Die Wirtschaft florierte jedoch trotz aller Versuche, sie aus der Krise zu bekommen, nicht. Bei den Wahlen 1887 verlor Stout seinen Parlamentssitz an James Allen mit 29 Stimmen weniger. Damit endete seine Amtszeit als Premier. Harry Atkinson, Stouts altem Rivalen, gelang die Bildung einer neuen Regierung.
Zu dieser Zeit beschloss Stout, die Parlamentspolitik ganz zu verlassen und sich auf andere Wege zu konzentrieren, um seine liberalen Ansichten zu verbreiten. Besonders war er an der Lösung der zunehmenden Arbeitskämpfe der Zeit interessiert und beteiligte sich stark an der Schaffung eines Konsenses zwischen der wachsenden Arbeiterbewegung und der Welt des Liberalismus der Mittelklasse.

## Liberale Partei
Während Stouts politischer Pause hatte sein alter Alliierter John Ballance den Kampf im Parlament fortgesetzt. Nach den Wahlen 1890 hatte er genug Unterstützung gesammelt, um Atkinson zu stürzen und Premierminister zu werden. Kurz danach gründete Ballance die Liberal Party, Neuseelands erste wirkliche politische Partei. Nur wenige Jahre später erkrankte Ballance jedoch ernsthaft und bat Stout ins Parlament zurückzukehren und sein Nachfolger zu werden. Stout stimmte zu und Ballance starb kurz darauf.
Stout zog als Gewinner einer Ergänzungswahl im Wahlbezirk Inangahua am 8. Juni 1893 wieder ins Parlament ein. Ballances Stellvertreter, Richard Seddon, hatte zu dieser Zeit die Parteiführung kommissarisch übernommen. Dabei wurde vorausgesetzt, dass später ein Caucus in der Partei endgültig darüber entscheiden sollte, dieser wurde jedoch nie abgehalten und Seddon blieb im Amt. Stout hatte die Unterstützung derjenigen, die Seddon als zu konservativ ansahen und versuchte dagegen anzugehen, blieb jedoch ohne Erfolg. Viele von Seddons Unterstützern glaubten, dass die fortschrittlichen Sichtweisen von Ballance und Stout für die neuseeländische Öffentlichkeit zu extrem seien.
Stout blieb in der Liberal Party, äußerte aber immer wieder Widerspruch gegen Seddons Führung. Er behauptete, Seddon verrate die ursprünglichen, fortschrittlichen Ideale von Ballance und kritisierte seinen autokratischen Herrschaftsstil. Ballances Idee einer gemeinsamen Front aller fortschrittlichen Kräfte hatte sich nach Ansicht von Stout in nichts geringeres als ein Vehikel für den konservativen Seddon verwandelt. Seddon verteidigte sich gegen diese Anschuldigungen, indem er behauptete, Stout sei nur darüber verbittert, nicht selbst die Führung zu haben.

## Frauenwahlrecht
Eine der letzten größeren Kampagnen, an denen Stout teilnahm, richtete sich auf die Einführung des Frauenwahlrechts. Er war seit langem ein Unterstützer dieser Sache und hatte unermüdlich für seine eigene Gesetzesvorlage 1878 und die von Julius Vogel 1887 geworben, die jedoch beide im Parlament scheiterten. Er war auch in Bestrebungen, die Eigentumsrechte von Frauen zu verbessern aktiv, insbesondere dem Recht verheirateter Frauen, Eigentum unabhängig von ihren Ehemännern zu behalten. Seine Überzeugungen führte er auf das Werk The Subjection of Women des englischebn Philosophen John Stuart Mill zurück.
John Ballance war ein Unterstützer des Frauenwahlrechts gewesen, seine Versuche entsprechende Gesetzesvorlagen durch das Parlament zu bekommen, waren jedoch vom konservativen Legislative Council, dem damaligen Oberhaus des Parlamentes, blockiert worden. Seddon hingegen war hingegen gegen das Frauenwahlrecht und viele glaubten diese Sache jedoch für verloren. Eine neue große Initiative durch Suffragetten unter Kate Sheppard schuf jedoch beträchtliche Unterstützung für das Frauenwahlrecht und Stout glaubte, dass eine Gesetzesvorlage gegen Seddons Widerspruch durch das Parlament kommen könnte. Eine Gruppe fortschrittlicher Politiker, darunter Stout, bekamen 1893 ein Gesetz zum Frauenwahlrecht erfolgreich durch beide Kammern des Parlamentes. Die knappe Zustimmung im Oberhaus war zwei Mitgliedern zu verdanken, die zwar gegen das Frauenwahlrecht eingestellt waren, dem Gesetz aber dennoch zustimmten. Sie empfanden Seddons Taktiererei und seine Versuche, das im Unterhaus verabschiedete Gesetz im Oberhaus doch noch zu kippen, als unredlich.
Stout war auch in der in Konkurs gegangenen Unternehmensgruppe von Walter Guthrie in Southland und Otago involviert, die durch die Bank of New Zealand unterstützt worden war. Nach Bourke war Seddon bereit, Stouts Beteiligung zu verheimlichen, falls Stout aus der Politik ausscheide.
1898 zog sich Stout von der politischen Bühne zurück. Er hatte während seiner Abgeordnetentätigkeit die Wahlbezirke Caversham (5. Parlament, 1875), City of Dunedin (6. Parlament, 1875–79), Dunedin East (9. Parlament, 1884–87), Inangahua (11. Parlament, 1893) und die Stadt Wellington (12. und 13. Parlament, 1893–98) vertreten.

## Weiteres Leben
Am 22. Juni 1899 wurde er als Nachfolger von James Prendergast, der sein Amt am 25. Mai niedergelegt hatte, zum Obersten Richter ernannt und blieb es bis zum 31. Januar 1926. In seiner Funktion zeigte er besonderes Interesse an der Rehabilitation von Straftätern, was im Kontrast zu dem eher auf Bestrafung liegenden Schwerpunkt seiner Zeit stand. Er hatte eine führende Rolle bei der Zusammenstellung des 1908 fertiggestellten neuseeländischen Gesetzbuches und wurde 1921 zum Privy Councillor ernannt. Im Jahr seines Rücktrittes als Oberster Richter wurde er in den Legislative Council berufen, sein letztes politisches Amt. Nachfolger als Oberster Richter wurde Charles Skerrett.
Stout spielte auch bei der Entwicklung des neuseeländischen Universitätssystems eine wichtige Rolle. Er wurde 1885 Mitglied des Senats der University of New Zealand und blieb es bis 1930. 1903 bis 1923 war er Kanzler der Universität. In den Jahren 1891 bis 1898 war er außerdem im Rat der University of Otago tätig. Er spielte eine tragende Rolle bei der Gründung der heutigen Victoria University of Wellington. Der starken Verbindung zwischen der Victoria University und der Familie Stout ist das Stout Research Centre und das Robert Stout Building der Universität gewidmet.
1929 verschlechterte sich Stouts Gesundheit zunehmend und er starb am 19. Juli 1930 in Wellington.

## Ehrungen
Im Jahre 1886 wurde er als Knight Commander des Order of St. Michael and St. George geadelt.

## Werke
- The Rise and Progress of New Zealand Historische Skizze in Musings in Maoriland von Arthur T. Keirle 1890. Digitalisat des New Zealand Electronic Text Centre
- Our Railway Gauge in The New Zealand Railways Magazine, Band 3, Ausg. 2 (1. Juni, 1928). Digitalisat des New Zealand Electronic Text Centre